# Matija Frigan
Matija Frigan, né le 11 février 2003 à Rijeka en Croatie, est un footballeur croate qui joue au poste d'avant-centre au Parme Calcio.

## Biographie

### En club

#### HNK Rijeka
Né à Rijeka en Croatie, Matija Frigan est formé par le club local du HNK Rijeka. Il joue son premier match en professionnel lors d'une rencontre de Ligue Europa le 26 novembre 2020 contre le SSC Naples. Il entre en jeu à la place de Franko Andrijašević et son équipe s'incline par deux buts à zéro.

##### NK Hrvatski Dragovoljac Zagreb
En janvier 2022, Frigan est prêté jusqu'à la fin de la saison au Hrvatski Dragovoljac.
Le 31 juillet 2022, Frigan inscrit son premier but pour le HNK Rijeka, à l'occasion d'une rencontre de championnat face au HNK Rijeka. Titulaire, il ouvre le score sur un service de Prince Ampem mais les deux équipes se neutralisent (1-1 score final).

#### KVC Westerlo
Le 24 juillet 2023, Matija Frigan rejoint la Belgique afin de s'engager en faveur du KVC Westerlo. Il signe un contrat de cinq ans, soit jusqu'en juin 2028.
Frigan inscrit son premier but pour le club le 26 août 2023, lors d'une rencontre de championnat face au KV Malines. Il ne peut toutefois pas empêcher la défaite de son équipe par trois buts à deux.

### En sélection
Matija Frigan représente l'équipe de Croatie des moins de 19 ans, pour un total de douze matchs joués et quatre buts inscrits, entre 2021 et 2022. Il se fait notamment remarquer en réalisant un triplé le 10 novembre 2021 contre Gibraltar, contribuant ainsi à la victoire des siens (7-0 score final).
Le 14 novembre 2022, Matija Frigan est appelé pour la première fois avec l'équipe de Croatie espoirs par le sélectionneur Igor Bišćan. Il joue son premier match avec les espoirs lors de ce rassemblement, le 21 novembre 2022, contre l'Autriche. Il entre en jeu à la place de Marko Bulat et les deux équipes se neutralisent (1-1 score final).